# Джон Клейтон
Джон Кле́йтон (англ. John Clayton; 1657 р., Дублін, Ірландське королівство — 23 вересня 1725 р. Там же) — британський священнослужитель, географ та натураліст.

## Життєпис
Джон Клейтон (найчастіше його називають «преподобним Джоном Клейтоном», щоб відрізнити його від інших) був сином Річарда Клейтона з Престона, графство Ланкастер, Англія. Він був підготовлений до своєї теологічної кар'єри з 1674 по 1678 р. в Сент-Олбані Холл та Мертон-коледжі, Оксфорд. З квітня 1684 р. по травень 1686 р. він від імені Англіканської церкви мандрував до Вірджинії, Північна Америка, збираючи географічні та етнологічні спостереження. Про це він повідомив у кількох листах Роберту Бойлу, який, як і сам, був членом Королівського товариства. На сьогоднішній день, описи Клейтона є важливими джерелами колоніальної історії Північної Америки.
У 1687 році він став ректором Крофтона поблизу Вейкфілда, Західний Йоркшир. У 1689 р. Він був каноніком Св. Міхана в Дубліні, а з 1708 р. до смерті в 1725 р. обіймав посаду декана соборної церкви Кілдаре, Ірландія. Його син Роберт Клейтон був єпископом Корка і Клогера.
Преподобний Клейтон вважається одним із відкривачів природного газу. Раніше шахтарі помітили, як гази виходять біля вугільних шахт. У Вігані, Ланкаширі, Клейтон дослідив траншею в 1684 році, з якої піднімалися горючі гази з утворенням бульбашок. У лабораторії йому вдалося витягти легкозаймистий газ з бітумінозного вугілля, нагріваючи вугілля і збираючи газ в свинячому міхурі. При дозованому виході газу з міхура, газ міг би спалюватися контрольовано. Однак його відкриття пройшло непомітно. Воно було повторно відкрите лише десятиліттями пізніше у письмових записах (в архіві Королівського товариства) та опубліковане у 1739 р. у «Філософських угодах».

## Інтернет-ресурси
- – Claytons Briefe aus Virginia [Архівовано 19 лютого 2015 у Wayback Machine.]